# ZOIDS ONLINE WARS
ZOIDS ONLINE WARS（ゾイド オンライン ウォーズ）はタカラトミー（旧トミー）のゾイドを題材としたパソコン用対戦型オンラインウォー・シミュレーションゲーム。2006年11月7日に正式サービスを開始。キャンペーンとしてシールドライガーコマンダー仕様を限定販売するなどした。
2007年12月25日24時をもってサービス終了。

## 概要
ターン交代制の戦略シミュレーションゲームで六角形のマス（ヘックス）で区切られたマップを舞台にヘリック共和国とガイロス帝国との戦いである第二次大陸間戦争を戦い、ユーザーが作成したゾイドユニットを戦闘に参加させることが出来る。ゲームモードは2人対2人の最大4人まで参加可能なオンライン対戦モードと初心者向けにCPUと対戦できるシングルモードがある。